# Corredor Norton

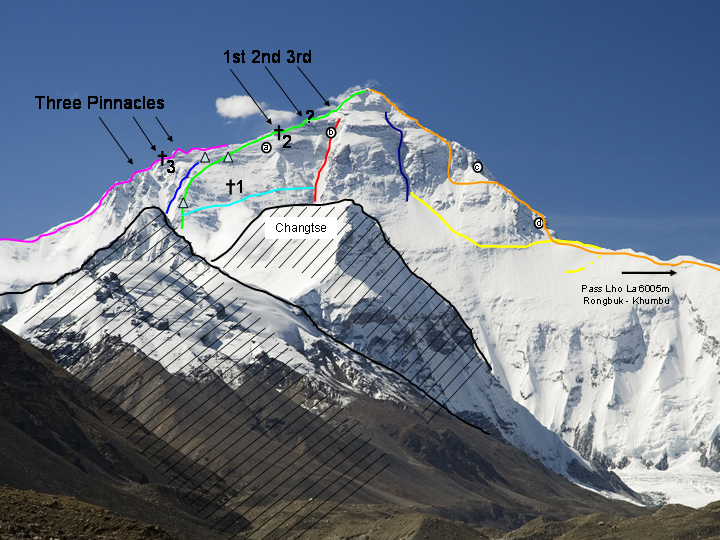
Cara Norte del monte Everest: rutas y puntos importantes

El corredor Norton o gran corredor es un alto y escarpado barranco en la cara Norte del monte Everest en el Tíbet, yace al este del pico piramidal y se prolonga hasta 150 metros por debajo de la cumbre.
Su compañero al oeste de la cumbre es el corredor Hornbein.
| Línea verde      | Ruta normal, corresponde en gran medida a la ruta de Mallory de 1924, con campamentos de gran altitud entre los 7,700 y los 8,300 metros, actualmente el campo de 8300 metros está un poco más hacia el oeste (2 triángulos). |
| Línea roja       | Gran corredor o corredor Norton. |
| Línea azul claro | Recorrido Messner de 1980; en 1924 Norton cruzó la cara Norte entre las líneas azul claro y verde. |
| b)               | Punto en la cara Oeste del corredor, hasta el cual subió Edward Felix Norton en 1924. |

## Origen del nombre
El desfiladero fue nombrado en honor del líder de la expedición británica de 1924, Edward Felix Norton, quien alcanzó una altura de cerca de 8570 metros en este escarpado valle durante un intento fallido por hacer cumbre el 4 de junio de 1924. Evitó la peligrosa arista azotada por el viento y, atravesando la cara Norte, subió al barranco que desde entonces lleva su nombre.

## Reinhold Messner, escalada en solitario
El corredor Norton fue el escenario de uno de los más grandes logros del montañismo cuando, en 1980, Reinhold Messner entró a este barranco para evitar lo que, para un escalador en solitario, era una arista peligrosa, especialmente para esquivar los tres pináculos - y ascender a la cumbre en solitario y sin la ayuda de oxígeno suplementario. La escalada más exitosa hasta ese punto por Edward Norton en 1924, fue la inspiración de Messner para hacer ese intento: Norton tampoco había usado oxígeno.

## Otros ascensos a través del corredor
En 1984, una expedición australiana logró escalar en una nueva ruta. De la rama principal del glaciar de Rongbuk fueron directamente a la cara Norte y establecieron su tercer campamento de gran altitud a la entrada del barranco a 7500 metros. Desde otro campamento a 8150 metros, Tim Macartney-Snape y Greg Mortimer  alcanzaron la cumbre el 2 de octubre sin oxígeno embotellado, convirtiéndose en los primeros australianos en alcanzar la cima del Everest.
En 2001, el joven snowboarder francés Marco Siffredi logró el primer descenso del Everest en una tabla de snowboard usando el corredor Norton. Falleció un año después intentando un nuevo descenso por la vía del corredor Hornbein.